# Microrégion de la Vallée du Rio dos Bois
La microrégion de la vallée du Rio dos Bois est l'une des six microrégions qui subdivisent le sud de l'État de Goiás au Brésil.
Elle comporte 13 municipalités qui regroupaient 15 403 habitants en 2012 pour une superficie totale de 13 609 km2.

## Municipalités[1]
- Acreúna
- Campestre de Goiás
- Cezarina
- Edealina
- Edéia
- Indiara
- Jandaia
- Palmeiras de Goiás
- Palminópolis
- Paraúna
- São João da Paraúna
- Turvelândia
- Varjão